# 韓雲階
韓 雲階（かん うんかい）は、中華民国・満州国の政治家・実業家。名は楽隆。字の雲階で知られる。

## 生涯

### 生い立ち
清国の奉天の裕福な家庭で生まれた。学生時代は日本に留学し、1917年、名古屋高等工業学校を卒業した。日本語を流暢に話せた。

### 実業家
その後、実業家として活動し、山城裕華電気公司総理、東亜実業公司総理、亜細亜製粉公司総弁、東華倉庫金融会社社長、ハルビン交易所理事などを歴任した。1924年（民国13年）、南北満実業家代表として、欧米視察に赴いている。

### 黒竜江省省長
1931年（民国20年）、満州事変（九・一八事変）が勃発すると、韓雲階は板垣征四郎と連絡をとり、馬占山の勧誘に赴いている。そして黒竜江省政府参議となり、満州国建国後の1932年（大同元年）9月には黒竜江省省長として抜擢された。
ところが翌1933年（大同2年）5月、馬の財産27万元のうち10万元を不法に着服するなど涜職行為に及んだとして満州国監察院長代理の品川主計に摘発され、翌月21日に省長を罷免された。

### 経済部大臣
1935年（康徳2年）5月25日、新京特別市市長として復帰し、1937年（康徳4年）5月7日には財政部大臣に任ぜられた。7月からは財政部から経済部への改組に伴い、そのまま経済部大臣となる。
経済部大臣時代には満州国からヨーロッパの日本の友好国に派遣された「満洲帝国修好経済使節団」の団長となる。甘粕正彦ら団員を率いてスペインとドイツ、イタリアとバチカンなどを訪問し、ピウス12世やベニート・ムッソリーニ、アドルフ・ヒトラーらと会談した。
しかし、1940年（康徳7年）5月16日、韓雲階は経済部大臣を罷免された。更迭の原因は、農地強制買収や産業統制を批判したことにより日本側の圧力を受けたためとされる。

### 戦力監察使
その後、満州電業株式会社理事長に転じた。1945年（康徳12年）7月、戦力監察使などに任じられている。同年8月、ソ連が対日宣戦を行うと、韓雲階は満州国の崩壊を悟り帰郷する。さらに自身の死亡説を流しつつ、密かに台湾へ逃亡した。

### 亡命
その後、中国国民党政府が台湾に遷都してきたことに伴い、韓は日本へ亡命している。日本では趙毓松らと共に、閻錫山の指示とされる反共の言論活動に従事した。理財能力のあった韓は日本での生活が裕福であったとされる。後年にアメリカへ移り、1982年、カリフォルニア州で病没。享年89。

## 脚注

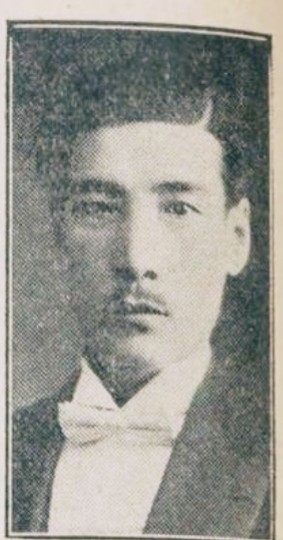
『大満洲帝国名鑑』(1934年)